# Woodhull (Illinois)
Woodhull es una villa ubicada en el condado de Henry en el estado estadounidense de Illinois. En el Censo de 2010 tenía una población de 811 habitantes y una densidad poblacional de 379,55 personas por km².

## Geografía
Woodhull se encuentra ubicada en las coordenadas 41°10′43″N 90°19′19″O / 41.17861, -90.32194. Según la Oficina del Censo de los Estados Unidos, Woodhull tiene una superficie total de 2,14 km², de la cual 2,14 km² corresponden a tierra firme y (0%) 0 km² es agua.

## Demografía
Según el censo de 2010, había 811 personas residiendo en Woodhull. La densidad de población era de 379,55 hab./km². De los 811 habitantes, Woodhull estaba compuesto por el 97,9% blancos, el 0,6% eran afroamericanos, el 0,12% eran amerindios, el 0% eran asiáticos, el 0% eran isleños del Pacífico, el 0,37% eran de otras razas y el 0,74% pertenecían a dos o más razas. Del total de la población el 2,34% eran hispanos o latinos de cualquier raza.